# 杰弗里·帕特森
杰弗里·帕特森（英語：Geoffrey Patterson，1954年—）美国音频工程师。他共获得了2次奥斯卡最佳音响效果奖提名。自1985年起，帕特森参与制作了60多部电影。

## 部分影视作品
- 龙卷风 (1996)[1]
- 变形金刚2 (2009)[2]